# Illa de Pamban
Illa de Pamban o Paumben (Tàmil: பாம்பன் தீவு), també coneguda com l'illa de Rameswaram, és una illa situada entre l'extrem sud de l'Índia i Sri Lanka. L'illa és una part de l'Índia i forma la taluka de Rameswaram del districte de Ramanathapuram de l'estat de Tamil Nadu. La ciutat principal de l'illa és el centre de peregrinació de Rameswaram. La segona població és Pamban. El pont que uneix l'illa amb el continent també es diu pont de Pamban. La població al cens del 2011 és de 82.682 habitants.

## Ubicació i mida

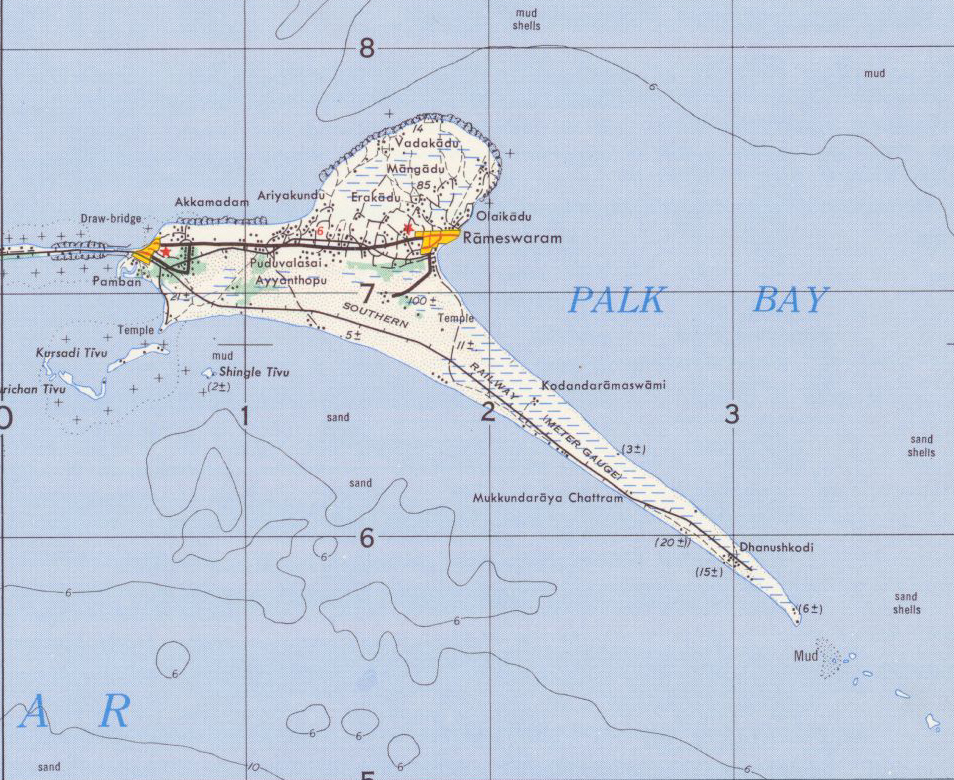
Mapa

La cadena formada per l'illa Pamban, els bancs de Pont d'Adam, i l'illa de Mannar de Sri Lanka separa la Badia de Palk i l'estret de Palk (al nord-est) del Golf de Mannar (al sud-oest). L'illa de Pamban s'estén per al voltant de 30 quilòmetres de llargada des de la localitat de Pamban a l'oest a les restes de Dhanushkodi cap al sud-est. L'amplada de l'illa varia de 2 quilòmetres al promontori Dhanushkodi a 7 quilòmetres prop de Rameswaram. La superfície de l'illa és d'uns 67 quilòmetres quadrats.

## Pont de Pamban
El pont de Pamban (Pamban Bridge) és un pont de ferrocarril que connecta la ciutat de Rameswaram al centre de l'illa, amb l'Índia continental. Inaugurat el 24 de febrer de 1914, va ser el primer pont sobre el mar de tota l'Índia, i va ser el pont més llarg en el mar de l'Índia fins a l'obertura de la Bandra-Worli el 2010. El pont ferroviari és, en la seva major part, un pont convencional que descansa sobre pilars de formigó, però té una secció basculant de dues fulles a mig camí, que poden aixecar-se per deixar que els vaixells i barcasses passin a través.

## Població de Pamban
La població de Pamban, abans més coneguda com a Paumben, es troba a la part nord-occidental de l'illa, i té uns vuit mil habitants; es un poble de pescadors amb un bon port. Hi passa el ferrocarril que procedent del continent arriba fins a Rameswaram.

## Història
Ja fou coneguda dels grecs inicialment com Kolisi des de temps de Ptolemeu com Kory i l'estret de Palk com Golf Argàlic. Els portuguesos esmentaven el cap a l'extrem de l'illa com Cap Ramanacoru. L'estret fou conegut dels europeus com estret de Paumben i el mateox nom a l'illa. Al segle xvii l'illa va pertànyer al Thever de Ramnad, un feudataria del Nayak de Madurai. El 1708 el thever va concedir als holandesos el dret a establir una guarnició a Paumben per controlar els vaixells europeus. Posteriorment el país va caure en mans del nawab del Carnàtic que tenia el suport britànic. Rameswaran allotja el principal temple; el seu nom deriva de Ramas Isvara (Senyor Rama); la capital del Ramnad (Ramanathapuram) també era una forma derivada de Senyor Rama.